# Pseudoeryx plicatilis
Pseudoeryx plicatilis är en ormart som beskrevs av Carl von Linné 1758. Pseudoeryx plicatilis ingår i släktet Pseudoeryx och familjen snokar.
Denna orm förekommer i Sydamerika i hela Brasilien, i regionen Guyana och i angränsande regioner av Venezuela, Colombia, Ecuador, Peru, Bolivia, Paraguay och Argentina. Arten lever i låglandet och i kulliga områden upp till 400 meter över havet. Habitatet varierar mellan regnskogar, Atlantskogen och savanner. Individerna vistas nära vattenansamlingar och de har fiskar samt groddjur som föda. Honor lägger ägg.
För beståndet är inga hot kända. Hela populationen antas vara stabil. IUCN kategoriserar arten globalt som livskraftig.

## Underarter
Arten delas in i följande underarter:
- P. p. mimeticus
- P. p. plicatilis